# 坦巴昆達省

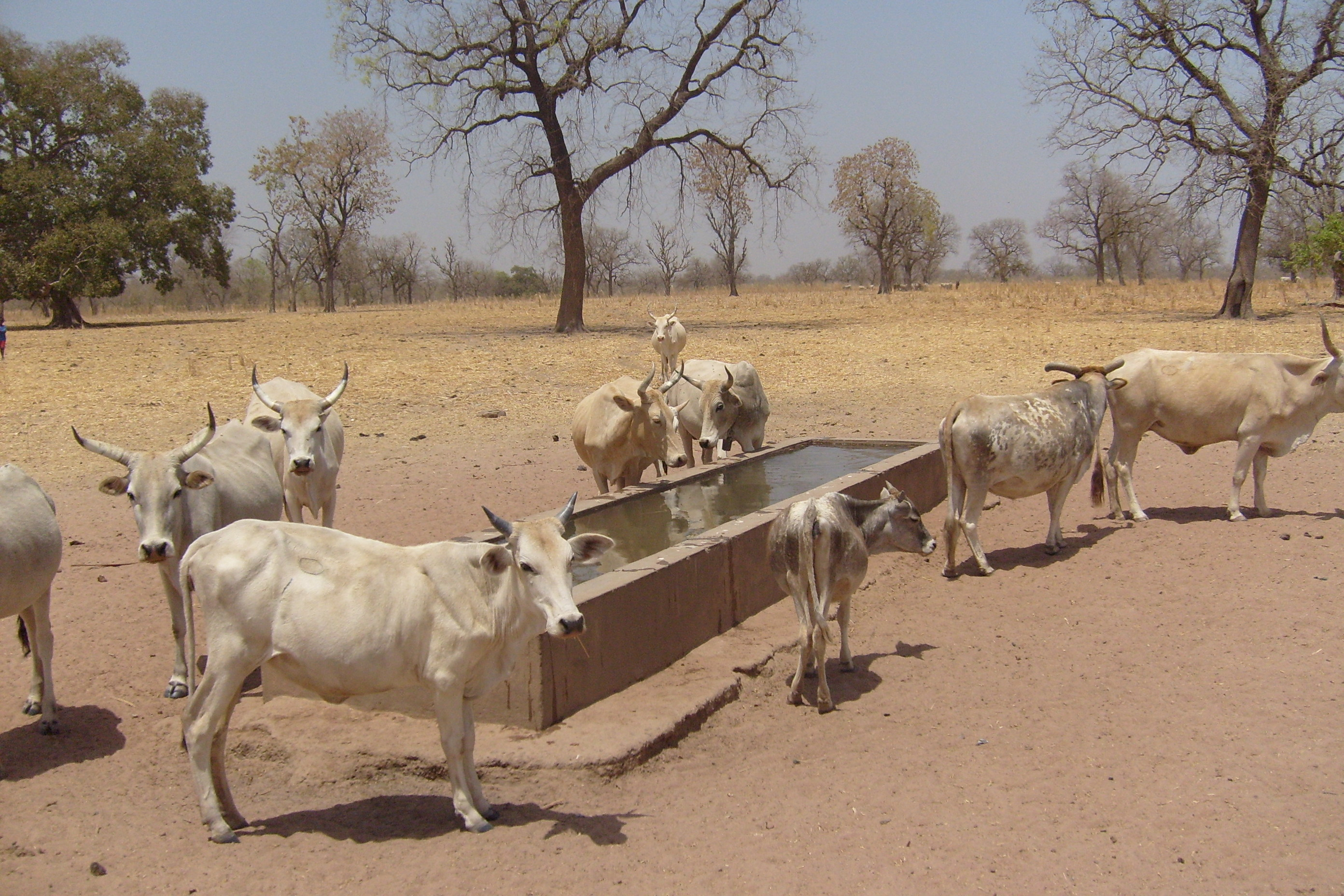

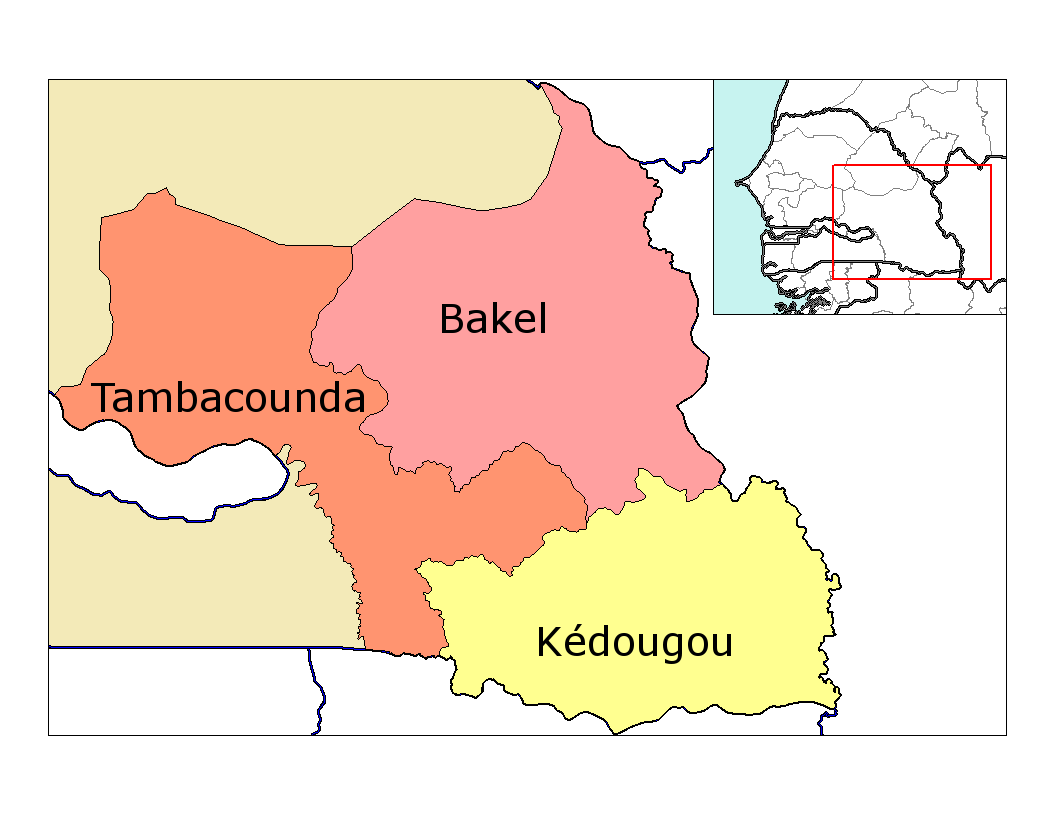

13°46′8″N 13°40′2″W / 13.76889°N 13.66722°W
坦巴昆達省（法語：Département de Tambacounda），是塞內加爾的省份，位於該國東部，由坦巴昆達區負責管轄，首府設於坦巴昆達，西北面是昆彭圖姆省，面積20,328平方公里，2013年人口299,163，人口密度每平方公里15人。